# 陳王道 (隆慶進士)
陳王道（1530年—？年），字子敬，山西平陽府臨汾縣人，軍籍，治《詩經》。

## 生平
十一月初十日生，行一，由縣學增廣生中式嘉靖四十三年（1564年）甲子科山西鄉試第四十六名舉人，會試中式第三百五十名。年三十九歲中式隆慶二年戊辰科第二甲第三十六名進士。官永平府同知。

## 家族
曾祖陳添；祖陳旺；父陳勝；母霍氏。慈侍下，妻張氏，弟大道。